# Sicherheitsniederrad

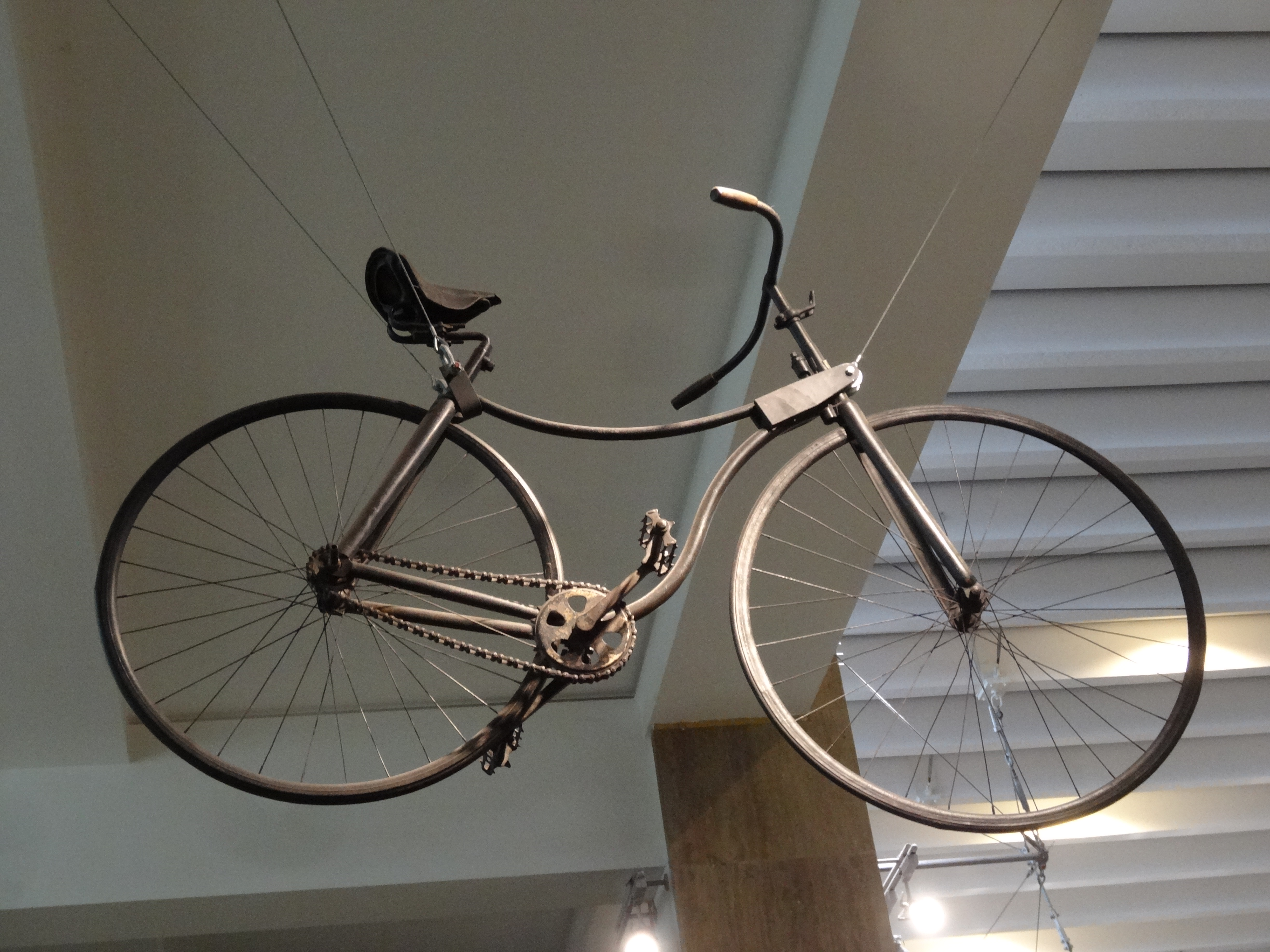
Sicherheitsniederrad Rover III, 1888, ursprüngliche Rahmenform als Rhombus

Der Prototyp des modernen Fahrrads wurde in der Zeit seiner Entstehung (Ende des 19. Jahrhunderts) als  Sicherheitsniederrad (oder Niederes Sicherheitsrad) bezeichnet. Es folgte dem wegen seiner großen Räder und dem weit vorn sitzenden Fahrer sturzanfälligen und gefährlichen Hochrad. Zwischenstufe in der Entwicklung zum Niederrad war das sogenannte Hohe Sicherheits-Zweirad. Mit nach hinten geneigter Vorderradgabel und deutlich hinter die Achse des vorderen Rades verschobenem Fahrersitz wurde Sicherheit gewonnen, indem die Gefahr eines Sturzes nach vorn bei Überfahrt eines Bodenhindernisses (z. B. einer Schwelle) verringert wurde. Danach ging man auf zwei etwa gleiche kleinere (niedere) Räder über, wodurch der Fahrersitz  bis knapp hinter die Mitte des Fahrrads verlegt werden konnte. Das Risiko eines Sturzes nach vorne wurde dadurch weitestgehend  ausgeschlossen.  Generell wurden Stürze wegen der geringen Sturzhöhe bei diesem Niederen Sicherheitsrad weniger gefährlich.
Durch die annähernd unter dem Fahrer befindlichen Tretkurbeln und den Kettenantrieb (auf das Hinterrad) mit Übersetzung ins Schnelle blieb der Pedalantrieb effektiv. Auf ein angetriebenes großes Rad wie beim Hochrad  konnte verzichtet werden. Die bezüglich mechanischer Festigkeit optimale Rahmengeometrie wurde fast gleichzeitig mit dem Sicherheitsniederrad  als sogenannter Diamantrahmen bereits gefunden.
Der Begriff Sicherheitsniederrad änderte sich bald zu Niederrad. Heute spricht man trotz nahezu gleicher Bauart nur noch vom Fahrrad.
Hochrad-Fahren blieb noch lange Zeit Kunstradsport, während das Niederrad bzw. das Fahrrad mit Diamantrahmen zu einem Massenverkehrsmittel wurde.

## Entwicklung des Sicherheitsniederrads

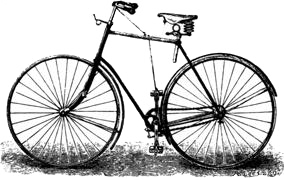
Niederrad mit durch ein Steuerrohr ergänztem rautenförmigem (englisch diamond frame) Rahmen (später kam noch das Sattelrohr hinzu), Victoria-Werke, Nürnberg

Mehrere Hersteller begannen Ende der 1870er Jahre, „sicherere“ Fahrräder zu konstruieren. Dabei galt es, den Schwerpunkt Fahrer + Fahrrad nach hinten und tiefer zu legen. Voraussetzung für das Tieferlegen durch Verwendung kleinerer Räder war die Entwicklung funktionstüchtiger Fahrradketten. Nur mit ihnen wurde die Übersetzung der Kurbeldrehung ins Schnelle für den schnelleren Lauf des kleineren angetriebenen Rades möglich. Der weiter hinten, in etwa der Mitte des Fahrrads mit längerem Radstand, zwischen zwei gleich großen Laufrädern angebrachte Sitz verbesserte die Sicherheit beim Fahren  weiter. Ab den 1880er Jahren gab es zahlreiche so gebaute Sicherheitsniederräder auf dem Markt. Von den Rahmenformen setzte sich die Raute (englisch diamond) aus Ober- und Unterrohr und Sattel- und Kettenstrebe durch (s. Abbildung).
Das Niederrad wurde erst akzeptiert,  als mit ihm etwa 1890 in Radrennen Siege gegen Hochräder errungen worden waren. Bei der 1903 erstmals ausgerichteten Tour de France wurden keine Hochräder, sondern nur Niederräder verwendet. Die Entwicklung und Verbreitung des Dunlopschen Luftreifens, mit dem kleinere Laufräder auch auf unebenem Untergrund nicht mehr benachteiligt sind, förderte die Verbreitung des Niederrads.